# Rejon meński
Rejon meński – jednostka administracyjna wchodząca w skład obwodu czernihowskiego Ukrainy.
Rejon utworzony w 1923, ma powierzchnię 1400 km² i liczy około 42 tysięcy mieszkańców. Siedzibą władz rejonu jest Mena.
Na terenie rejonu znajdują się 1 miejska rada, 2 osiedlowe rady i 23 silskie rady, obejmujące w sumie 53 wsie i 2 osady.